# Manuel Tuñón de Lara
Pour les articles homonymes, voir Tuñón.
Manuel Tuñón de Lara, né le 8 septembre 1915 à Madrid et mort le 25 janvier 1997 à Leioa en Biscaye, est un historien politique et social et universitaire espagnol.

## Biographie
Grande figure de l'univers culturel contemporain espagnol, Manuel Tuñón de Lara est l'auteur d'une grande production scientifique, culturelle et politique qui a incontestablement influencé l'historiographie française du post-franquisme et celle de la démocratie espagnole. Au-delà de son immense bibliographie, il est également connu pour ses nombreuses chroniques notamment dans des revues latino-américaines et françaises.
Madrilène de naissance, d'une famille républicaine (son oncle fut le premier gouverneur civil de Cáceres après la proclamation de la Seconde République, il commence à dix-sept ans son parcours politique dans les jeunesses communistes. Tuñón de Lara obtient sa licence de droit à l'université de Madrid à la veille de la Guerre civile. Jeune militant communiste, il a participé à la lutte notamment comme directeur dès 1937 de la Escuela de Cuadros de las Juventudes Socialistas Unificadas (École des cadres des jeunesses socialistes unifiées) puis membre du Conseil de la Unión de Intelectuales Libres (Union des intellectuels libres).
Il est victime de la répression franquiste et est déporté notamment au camp de concentration de Los Almendros, comme « desafecto », en 1939. il s'exile en France en 1946 où il restera sans interruption pendant plus de 35 ans. Il y vit notamment grâce aux vacations que lui donne l'ambassade du Guatemala et aux articles qu'il écrit pour Les Cahiers internationaux, Esprit, Europe et la Tribune des nations.
À Paris, il a étudié à l'École pratique des hautes études, sous la direction de Pierre Vilar et a rejoint en 1965 l'université de Pau et des Pays de l'Adour comme professeur spécialiste de l'histoire de l'Espagne et de littérature espagnole. Il a dirigé le Centre de recherches hispaniques et fondé en 1970 les colloques d'histoire contemporaine espagnole de Pau qu'il a présidés jusqu'en 1980.
Dans ses travaux, Manuel Tuñón dispose du marxisme comme d'un instrument méthodologique. Cette utilisation du corpus marxiste a pour conséquence « la mise en avant de la notion de « pouvoirs de fait » pour désigner les banques, l’armée, l’Église, autant de forces conservatrices, qui se font réactionnaires face aux projets républicains. » Tuñón évoque un « double devoir historiographique et civique », tout en étant conscient de la difficulté « d’être historien quand on a été victime et témoin, et même parfois protagoniste ».
Après la mort de Franco, il est retourné en Espagne (1981)  et a été nommé catedrático extraordinario de l'université du Pays basque jusqu'à son décès.
Il a été directeur de la revue Historia Contemporánea.
Il a quatre enfants : Sergio (1939) et Elena (1943) Tuñón de Lara Arrazola, José Manuel (1958) et Paloma (1960) Tuñón de Lara Villanueva.

## Œuvres (sélection)
- Espagne (1955) avec Dominique Aubier.
- From Incas to Indios (1956).
- Antonio Machado (1960) Présentation par Manuel Tuñon de Lara, traduction par Alice Gascar. Choix de textes traduits par Pierre Darmangeat, Juan Marey, Robert Marrast, Pradal-Rodriguez, etc.
- El movimiento obrero en la historia de España (1962);
- Panorama actual de la economía española (1962).
- Variaciones del nivel de vida en España (1965).
- Introducción a la historia del movimiento obrero (1965).
- La España del siglo XX - 2 vol. (1965).
- Antonio Machado, poeta del pueblo (1967).
- Historia y realidad de poder. El poder y las élites en el primer tercio de la España del siglo XX (1967)*El Hecho religioso en España (1968).
- Medio siglo de cultura española (1970).
- Estudios sobre el siglo XIX español (1971).
- Metodología de la Historia social de España (1973).
- Historia de España (Biblioteca Club de bolsillo) (1974) avec Pierre Vilar.
- La España del siglo XIX - 3 vol. (1974).
- San Camilo : 1936 (1974) avec Camilo José Cela.
- La Segunda República (1976).
- Luchas obreras y campesinas en la Andalucía del siglo XX : Jaén (1917-1920) : Sevilla (1930-1932) (1978).
- España bajo la dictadura franquista (1980).
- Tres claves para la Segunda República (1985).
- Historia de España (director) (1988).
- Comunicación y cultura durante la II República y la Guerra Civil (1990).